# 동화마을 수목원

동화마을 수목원은 대한민국 강원특별자치도 원주시 문막읍 동화골길 170에 있는 수목원이다. 원주시 유일의 공공수목원이다.

## 갤러리

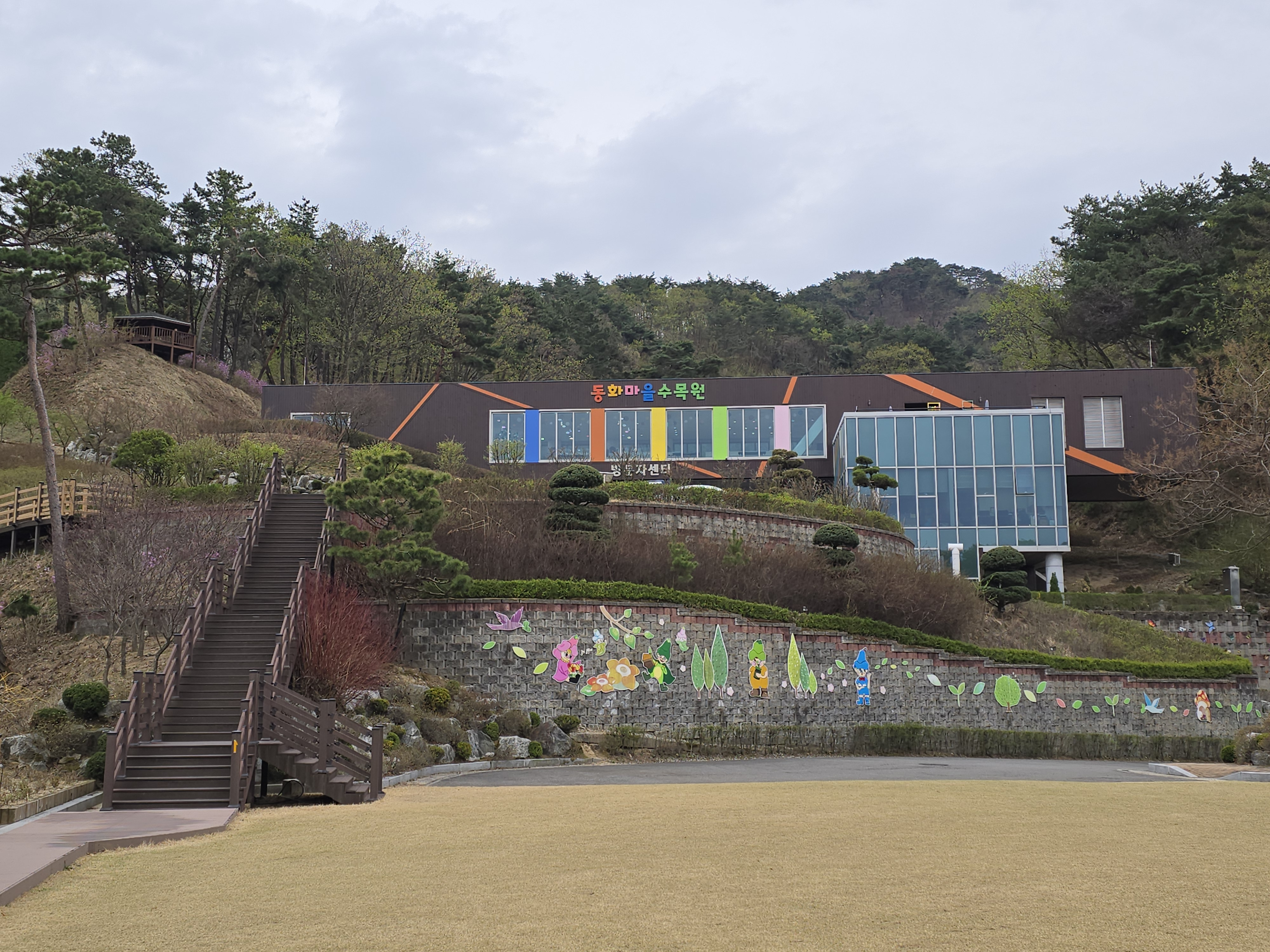
방문자센터를 넓게 찍은 것
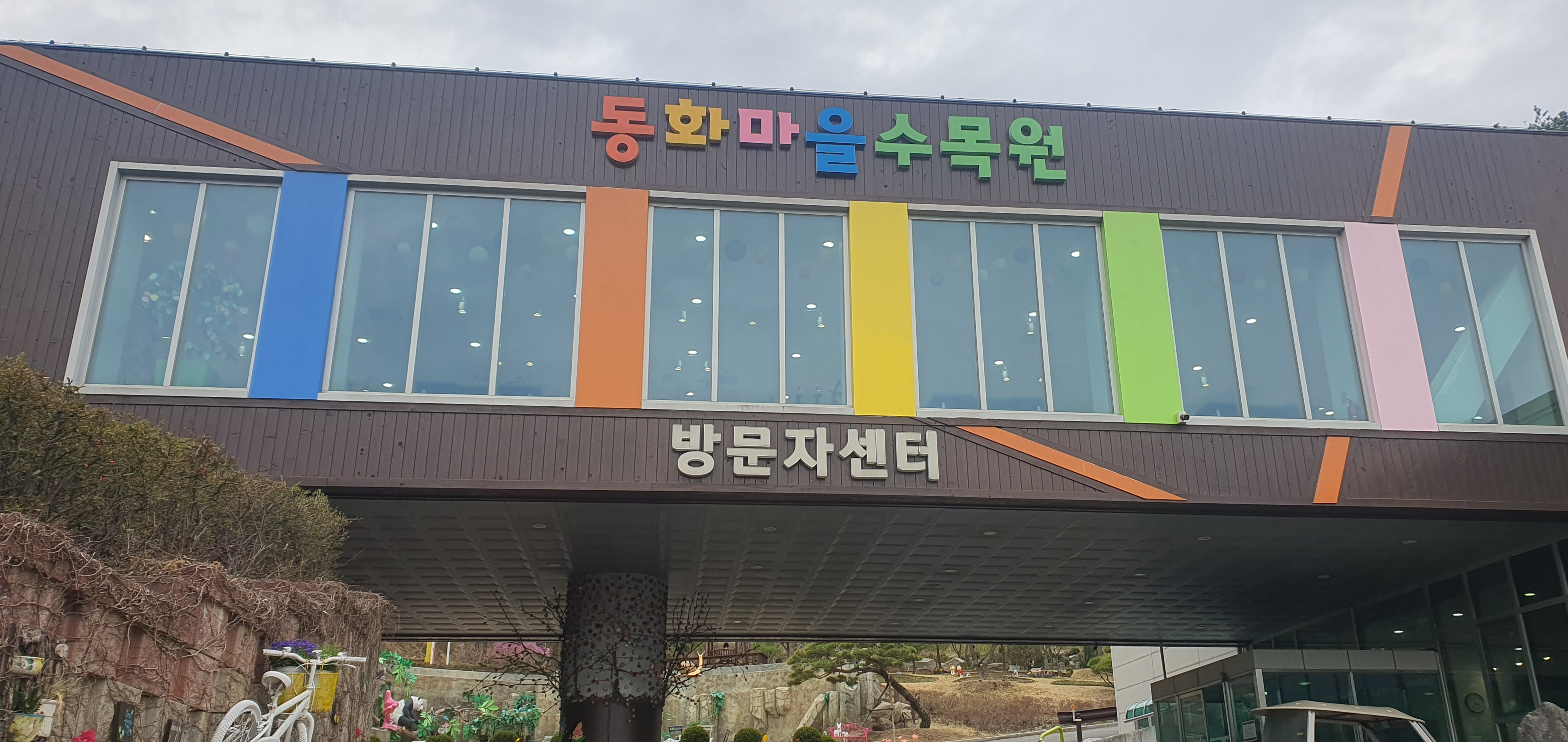
방문자센터
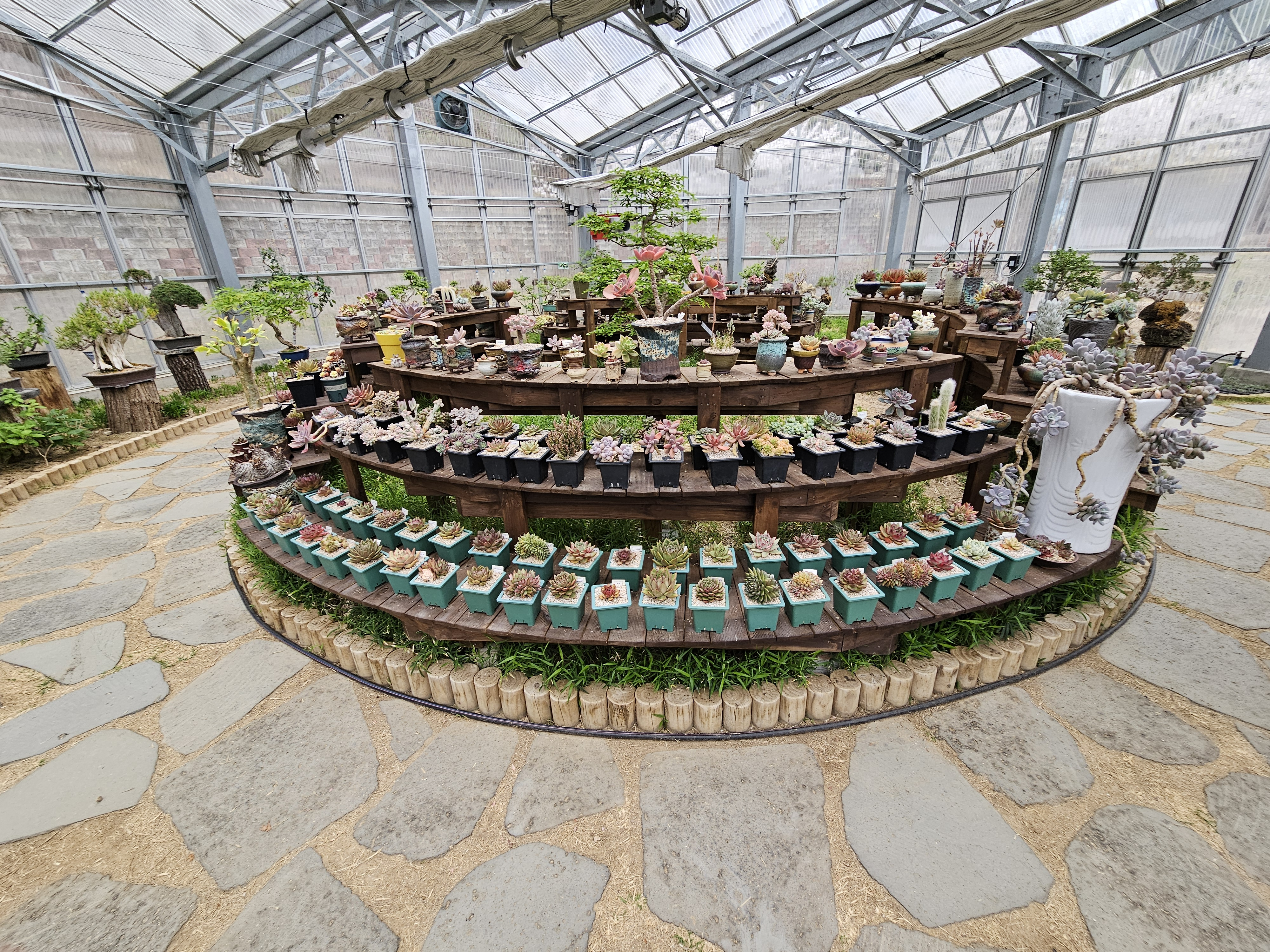
온실
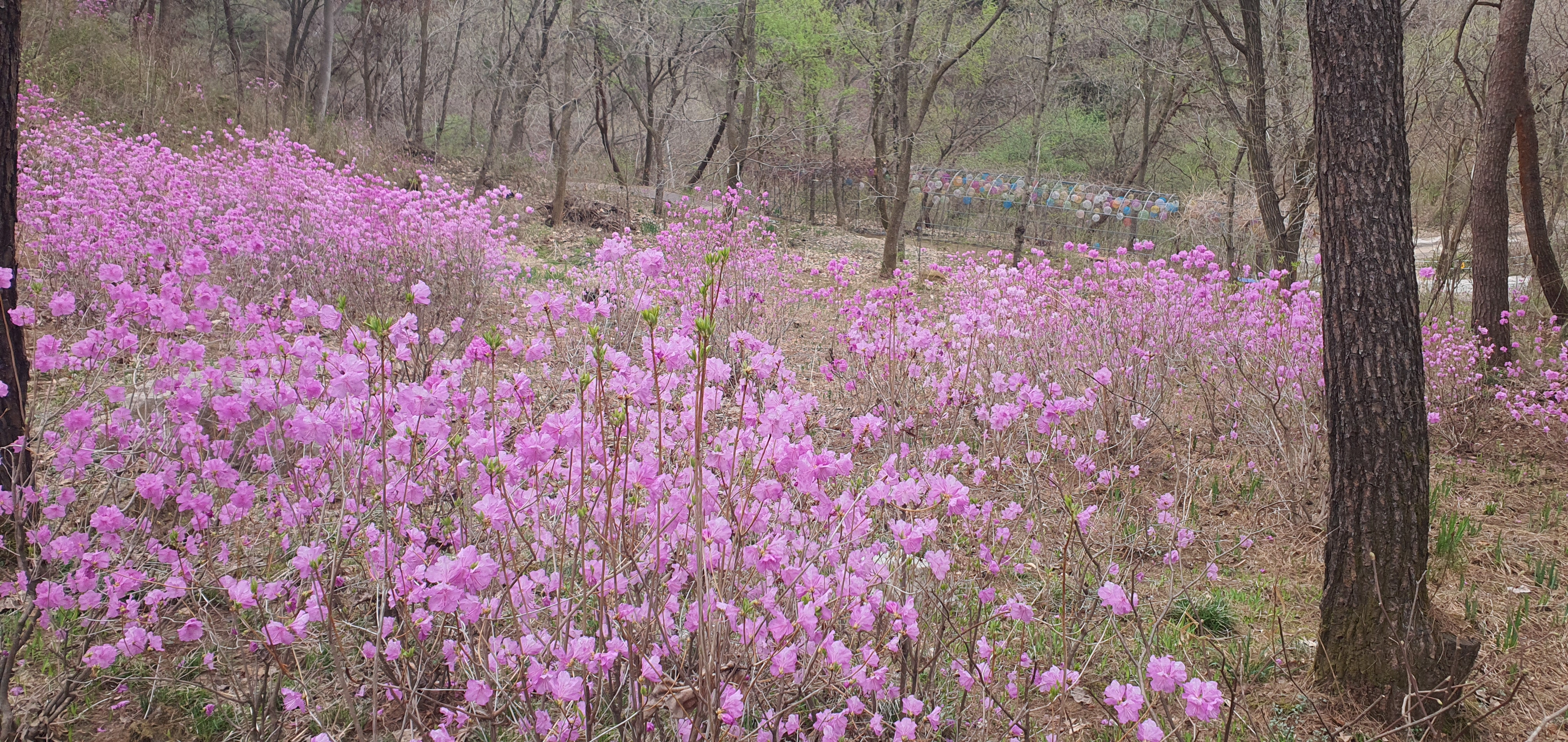
수목원 근처 진달래꽃
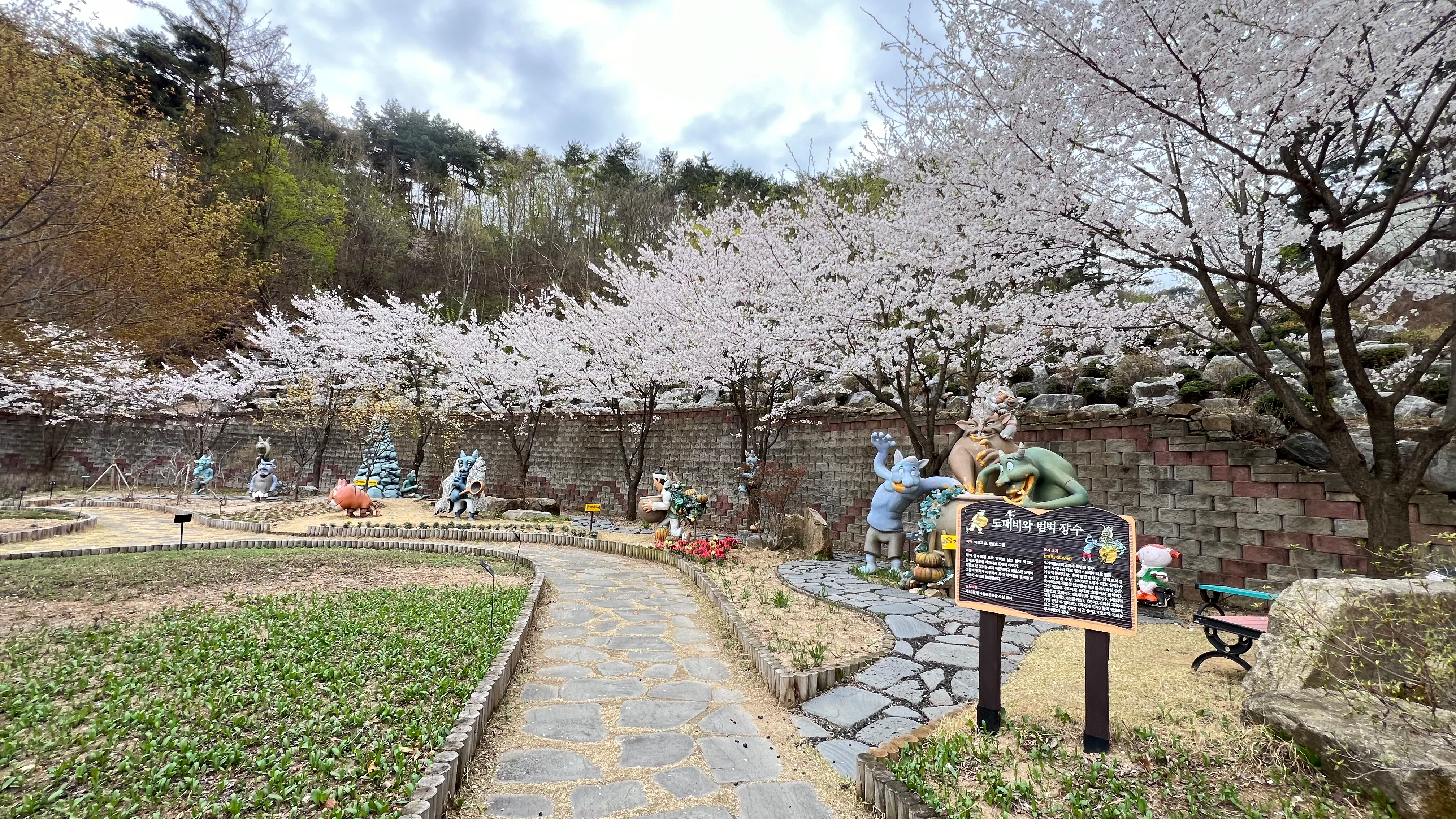
수목원의 조형물과 벚꽂
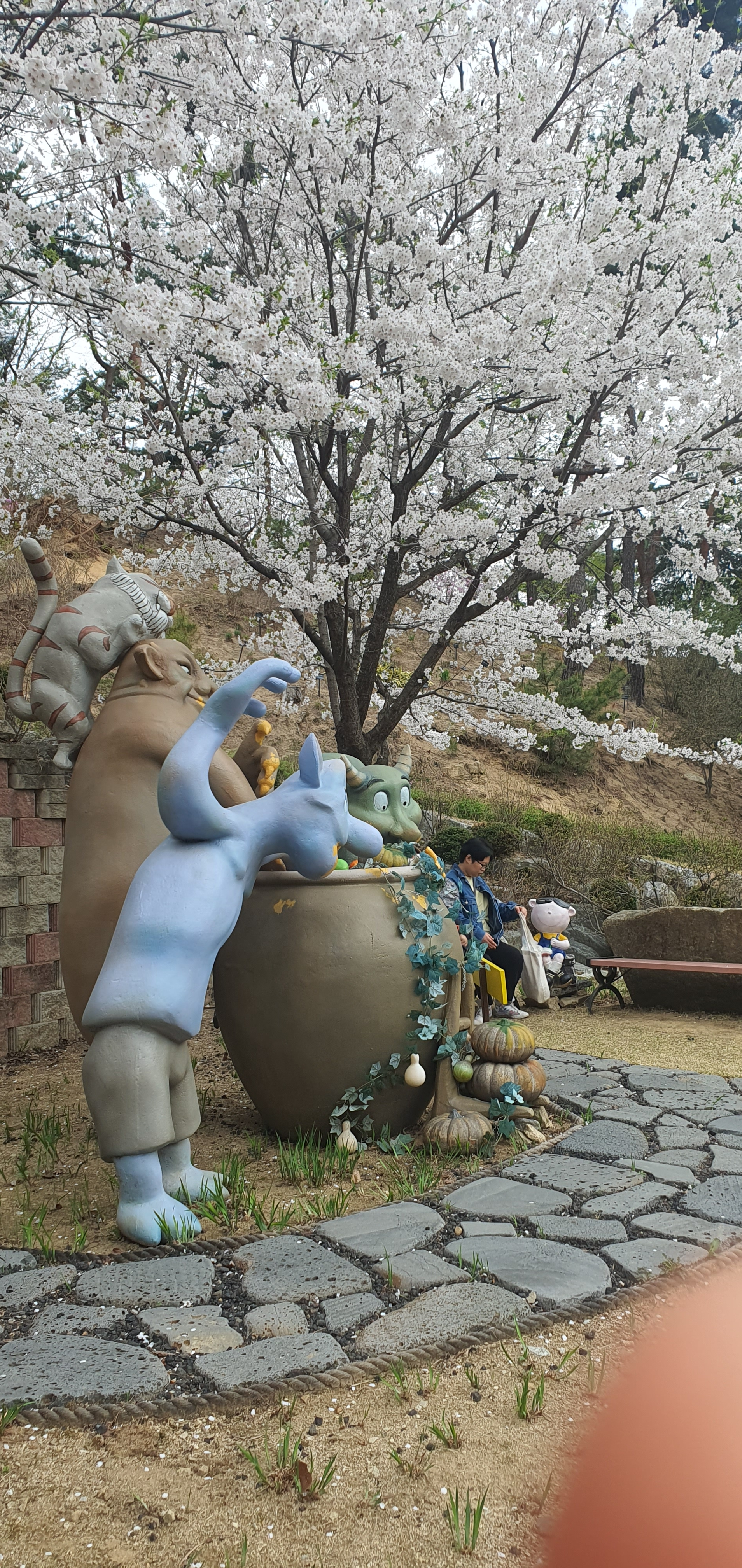
애니메이션 조형물
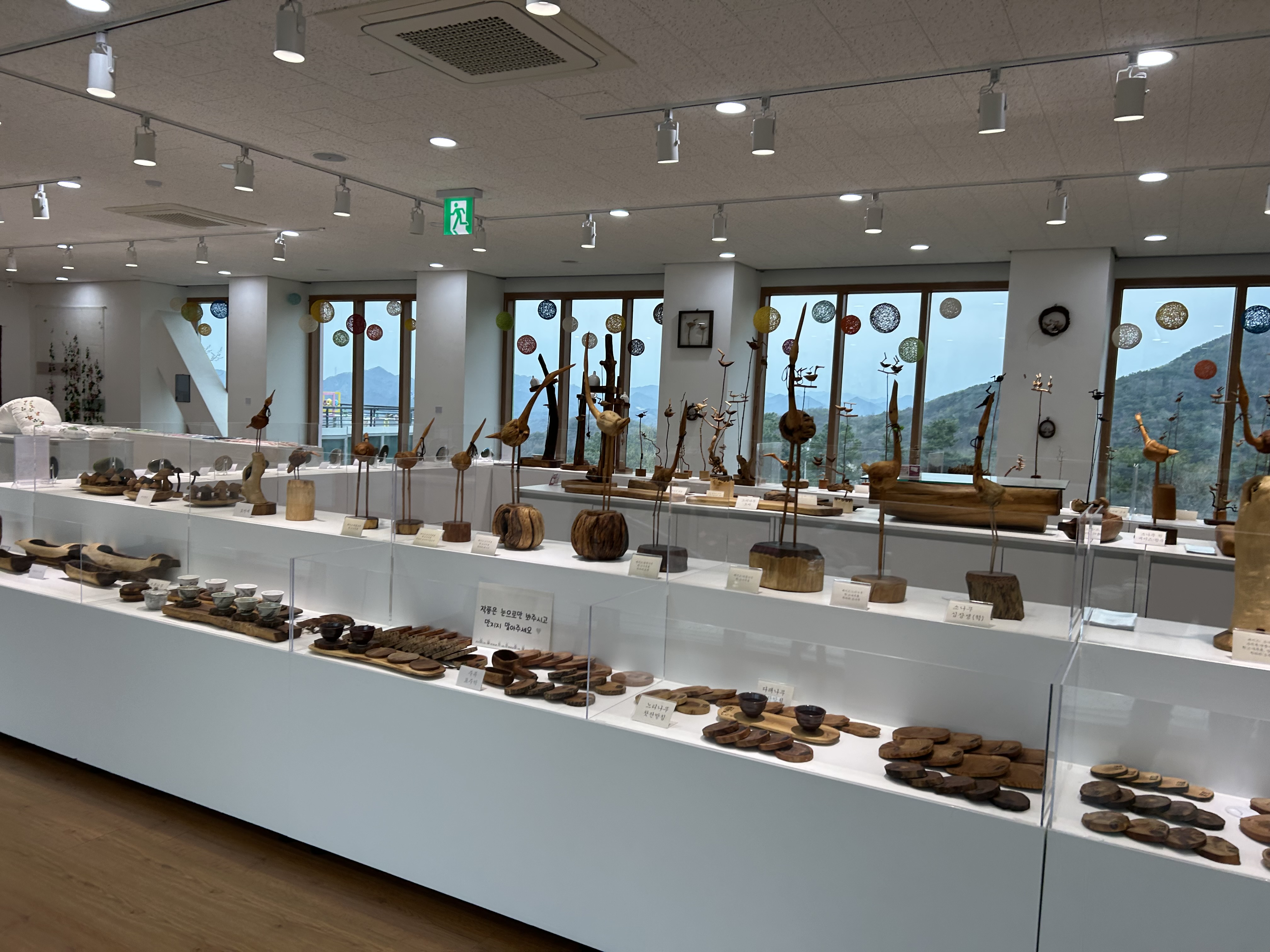
2층 전시실